# George Baldwin Selden

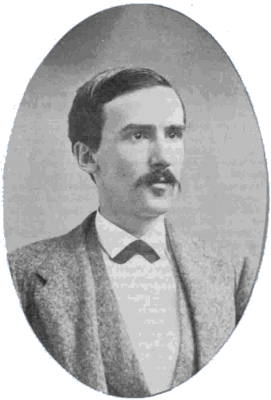
George Baldwin Selden um 1871

George Baldwin Selden (* 14. September 1846 in Clarkson, New York; † 17. Januar 1922 in Rochester, New York) war Patentanwalt, Erfinder und Fabrikant von Automobilen und Nutzfahrzeugen. Sein Patent von 1895 auf Automobile mit Verbrennungsmotoren war Ausgangspunkt eines jahrelangen historischen Rechtsstreits mit nachhaltigen Folgen für die US-Automobilwirtschaft.

## Familie

### Herkunft

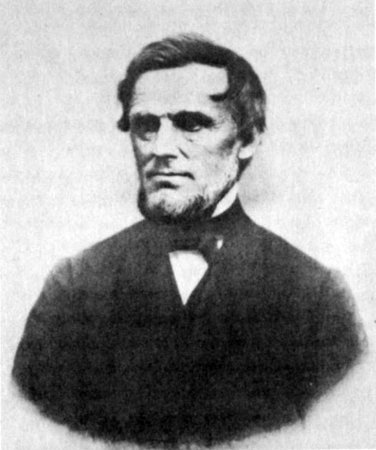
Der Vater: Richter Henry Rogers Selden (1805–1885)

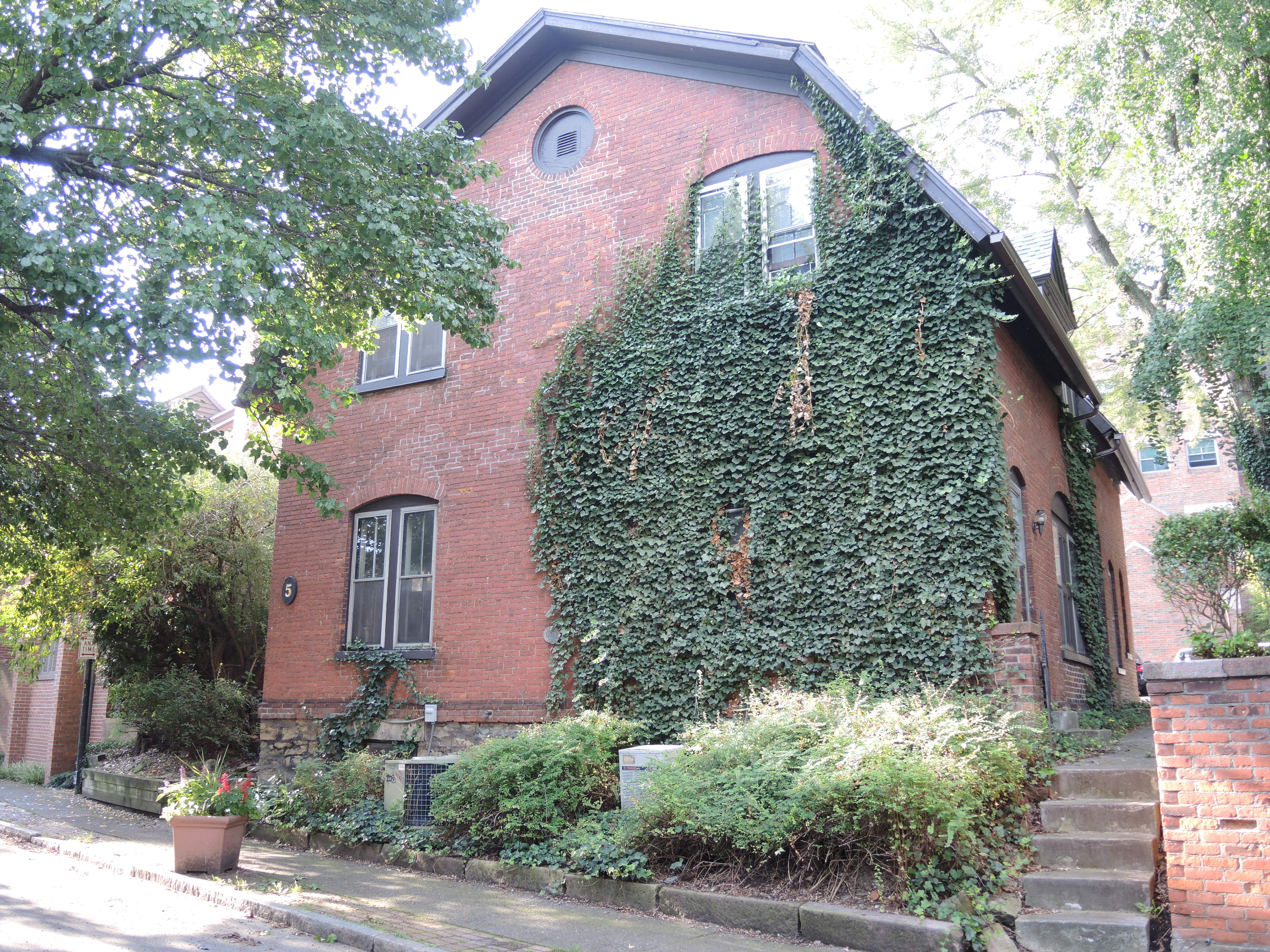
Seldens Elternhaus in Rochester heute. In der mittlerweile abgerissenen Scheune hinter dem Haus entstand 1877–1878 die Road Engine. Die Adresse lautet heute 3-5, Selden Street.

George Baldwin Seldens Vorfahren gehörten zu den Puritanern um Thomas Hooker, welche 1636 die Kolonie Hartford im heutigen Bundesstaat Connecticut gegründet hatten. Er war eines von fünf Kindern (nach anderer Quelle: 12) von Henry Rogers Selden (1805–1885) und Laura Anne Baldwin. Sein Vater war ein prominenter Rechtsanwalt, Richter und Politiker der Republikanischen Partei (Lieutenant-Governor des Staats New York von 1857–1858) und 1864 möglicher Kandidat für das Amt des Vizepräsidenten, was er jedoch ablehnte. Landesweite Bekanntheit erlangte der Vater 1873 mit der – erfolglosen – Verteidigung einer prominenten Suffragette, Susan Brownell Anthony (1820–1906), die sich unter Berufung auf die Verfassung an einer Präsidentschaftswahl beteiligt hatte, obwohl es noch kein Frauenstimm- und -wahlrecht gab.

### Frühe Jahre
George Selden immatrikulierte sich für kurze Zeit an der University of Rochester. Als leidenschaftlicher Reiter meldete er sich freiwillig zur 6. Kavallerie der Unionsarmee im Sezessionskrieg von 1861–1865. Seine möglicherweise romantischen Vorstellungen endeten nach einem Reitunfall. Danach diente er, ebenfalls nur für kurze Zeit, im Hospital Corps. Unter ungeklärten Umständen erreichte sein Vater seine Freistellung vom Dienst. George Selden schrieb sich 1865 auf Wunsch seines Vaters an der Yale University ein. Er studierte ohne Begeisterung Jura und belegte die folgenden zwei Jahre technische Kurse an der angeschlossenen Sheffield Scientific School. 1869 holte ihn sein Vater zurück und er immatrikulierte sich erneut an der Rochester University, um sein Jurastudium abzuschließen.
Es scheint, dass er sich bereits Ende der 1850er-Jahre Gedanken über pferdelose Fahrzeuge machte. Den damals verbreiteten Dampfantrieb hielt er aber für ungeeignet wegen der großen Mengen an Kohle und Wasser, die mitgeführt werden mussten. Bereits 1869 entwickelte er eine Vorrichtung, mit der Gummireifen auf Kutschenräder aufgezogen werden konnten. Die Erfindung wurde patentiert. Weil aber die Mittel fehlten, wurde sie nicht weiter entwickelt. Sein Vater ließ ihn zwar in einer Werkstätte auf dem elterlichen Grundstück gewähren, verweigerte aber jede finanzielle Unterstützung. George beklagte sich zeitlebens, dass seine Einkünfte, auch später als Patentanwalt, nie ausgereicht hätten für umfassende mechanische Studien.

## Karriere
1871 erhielt er die Zulassung als Anwalt im Bundesstaat New York und trat in die Kanzlei seines Vaters ein. Er heiratete kurz darauf Clara Drake Woodruff. Die Familie hatte vier Kinder. Selden blieb ein Hobby-Erfinder. In der Kellerwerkstatt im Elternhaus, wo er mit seiner Familie bis Ende der 1870er-Jahre lebte, konstruierte er unter anderem eine Schreibmaschine und eine Maschine zur Herstellung von Fassreifen.
1878 eröffnete er seine eigene Kanzlei. Zu seinen Klienten gehörte der zu dieser Zeit noch unbekannte Fotografie-Pionier George Eastman, den er in Patentangelegenheiten vertrat. Eastman arbeitete im gleichen Gebäude, in dem Selden seine Kanzlei eingemietet hatte.

## Selden-Patent

### SeldenRoad Engine

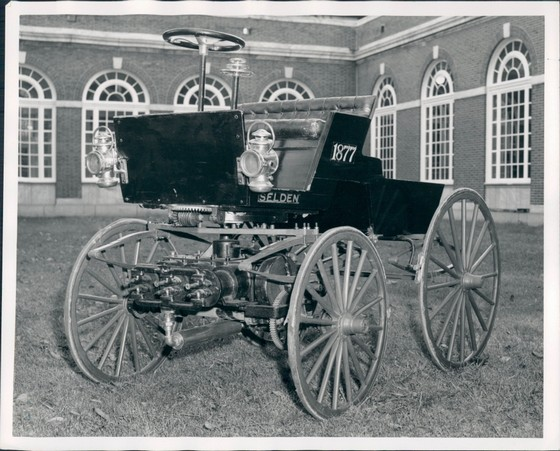
Nachbau der Selden Road engine. Der mit der Vorderachse mitdrehende Motor ist gut erkennbar. (1877–1878 resp. 1905)

Selden führte seine Fassreifenmaschine 1876 auf der Weltausstellung in Philadelphia vor. Bei dieser Gelegenheit lernte er den neuartigen Gasmotor von George Brayton kennen, den dieser ebenfalls hier präsentierte. Der Brayton-Motor ist ein Zweitakter, der zur Kompression pro Arbeitszylinder einen Zylinder mit einer Pumpe verwendet und ohne Zündkerzen auskommt. Er ist ein Vorläufer des Dieselmotors.
1877, also 12 Jahre vor Erteilung der Reichspatente für Carl Benz und Gottlieb Daimler, begann Selden mit der Konstruktion eines Road engine genannten Straßenfahrzeugs. Seldens Arbeit zur Verbesserung des Brayton-Motors war ein wichtiger Beitrag zur Entwicklung des Verbrennungsmotors. Es gelang ihm, den Motor leichter und einfacher zu entwerfen. Im Dezember 1877 brachte er seine Pläne zu Frank Clements mechanischer Werkstätte in Rochester. Seine Konstruktion war ein Dreizylinder mit einer Druckluftpumpe an jedem Ende eines Zylinders, allerdings wurde nur einer der Zylinder in der Gussform ausgebohrt. Im Mai 1878 lief der Motor, wenn auch nicht zufriedenstellend. Bei einem Gewicht von 380 lbs (172,4 kg) leistete er 2 bhp (1,4 kW). Zumindest hatte Selden nun einen Verbrennungsmotor, der leicht genug für ein Straßenfahrzeug war. Ein komplettes Fahrzeug wurde erst Jahre nach der Erteilung des Patents gebaut. Möglicherweise wäre die Road engine das erste Straßenfahrzeug mit einem zweistufigen Getriebe und einem Rückwärtsgang gewesen. Es wurde mit Handrädern geschaltet, die an einer eigenen Säule neben der Lenksäule angebracht waren. Auch die Verwendung eines Lenkrads war eine sehr moderne Lösung, die erst nach 1900 allgemein Einzug hielt.

### Umfang und Geschichte des Selden-Patents

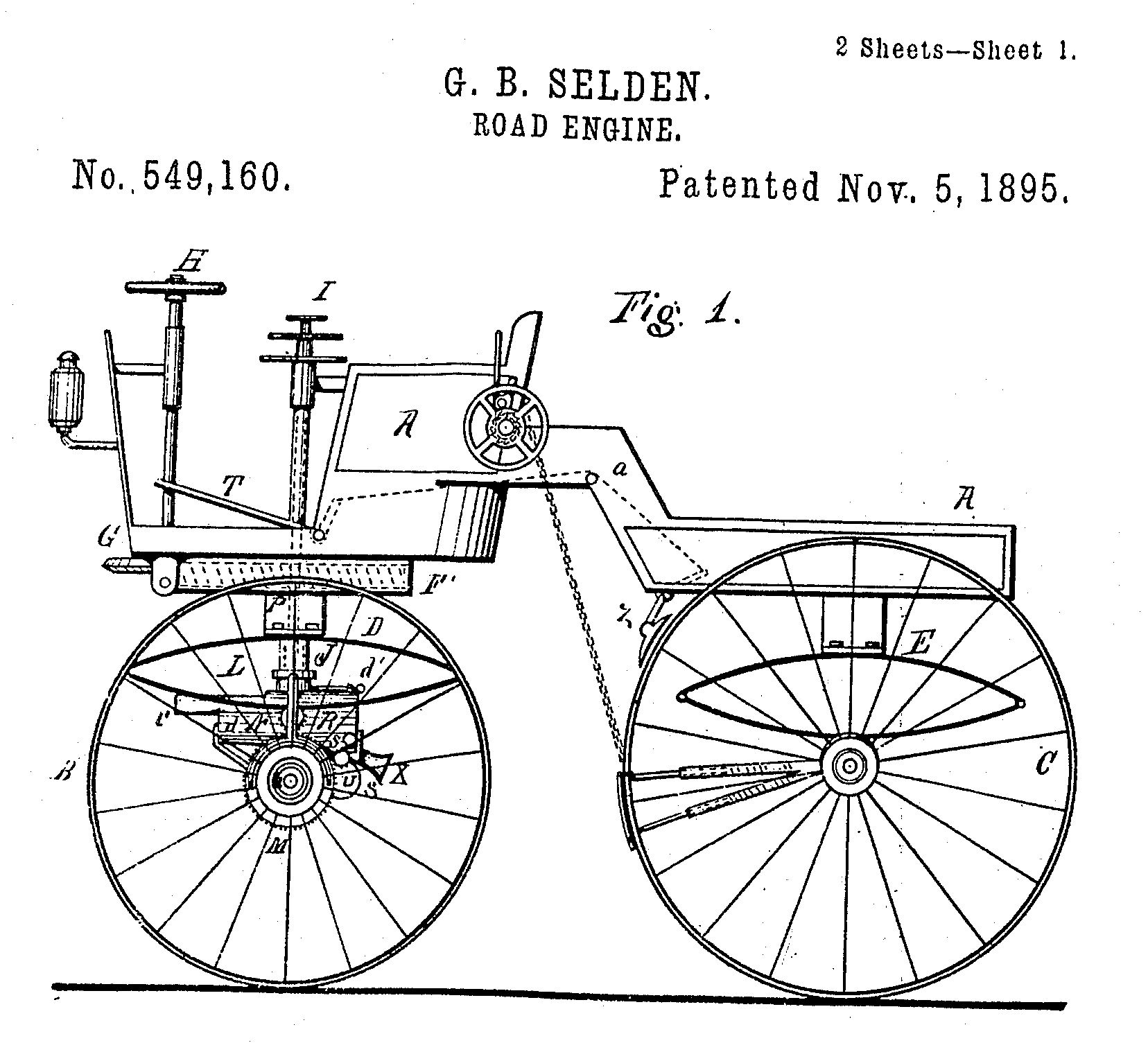
Die Selden Road engine auf einer Zeichnung zum Patent 549.160 (1895)

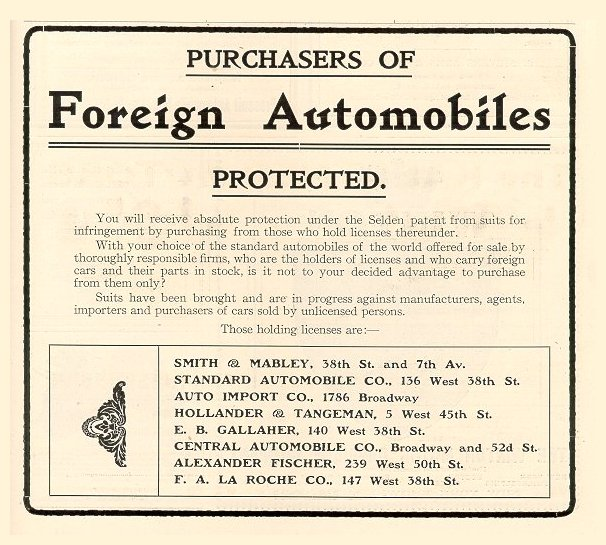
In Anzeigen warben lizenzierte Hersteller oder, wie hier, Importeure, mit Schutz vor Selden-Patentklagen, den nur der Kauf von einem lizenzierten Unternehmen böte. Das Selden-Patent hatte massive Auswirkungen auf die US-Autoindustrie.

Am 8. Mai 1879 meldete Selden sein Fahrzeug zum Patent an. Der Antrag bezieht sich auf eine „verbesserte“, „sichere, einfache und billige Straßenlokomotive, leicht im Gewicht, einfach zu beherrschen und kraftvoll genug, um jede gewöhnliche Steigung zu überwinden.“ Er umfasst eine dreiseitige technische Beschreibung der Selden Road engine (gelegentlich auch Road Wagon genannt), Konstruktionspläne und Fotos eines eigens dazu angefertigten Modells. Antrag und Pläne waren von Selden und zwei Zeugen unterzeichnet, W.M. Rebasz, Jr. (der Planersteller in Seldens Auftrag) und sein Büronachbar George Eastman. Das Modell mit den Maßen 19,05 × 16,51 × 27,94 cm ist erhalten, galt aber lange als verschollen.
Das Patentgesuch enthält sechs sehr allgemein formulierte Einzelanträge, von denen, für sich genommen, keiner wirklich neu war. Die Macht des Patents lag also weder in dem eher unbrauchbaren Fahrzeug an sich noch in dessen Bestandteilen, von denen die meisten zu dieser Zeit im Prinzip bekannt waren. Der Jurist Selden erreichte, dass das Patentamt am 5. November 1895 diese bestimmte Kombination bekannter Bestandteile als eigene Errungenschaft anerkannte und ein „Kombinationspatent“ (Patentschrift Nr. 549.160) ausstellte: Ein Wagen mit Rumpfmaschinerie und Lenkung, einem Hebelmechanismus, Motor und Getriebe. Als patentrechtlich unerheblich wurde demnach gewertet, ob der Motor vorn (wie bei Selden), mittig oder hinten angebracht war, ob das Vehikel drei oder vier Räder hatte und wie diese angetrieben oder gelenkt wurden. Ausgenommen waren Elektro- und Dampffahrzeuge. Demnach wurde die Art der Antriebsenergie höher gewichtet als die Art der Kraftübertragung.
Selden spekulierte darauf, dass sich mit der Zeit ein Markt für Motorfahrzeuge entwickeln würde. Damit sein Patent darin die größtmögliche Wirkung entfalten konnte, zögerte er das Inkrafttreten seines Patents immer wieder hinaus. Dabei nutzte er den Umstand, dass damals nachträgliche Bearbeitungen des Antrags unbegrenzt möglich waren und sich die Anmeldefrist mit jeder Änderung um weitere zwei Jahre verlängerte. So kam es, dass in den 16½ Jahren, die das Verfahren insgesamt dauerte, die Akten während 15 Jahren und 11 Monaten bei ihm lagerten; das Amt seinerseits bearbeitete seine Änderungen stets innerhalb eines Monats. Im April 1895 setzte das Patentamt verschärfte Bestimmungen in Kraft. Weitere Verzögerungen hätten die Einstellung des Patentverfahrens zur Folge haben können, und Selden ließ nun dem Verfahren seinen Lauf. Am 28. Mai 1895 wurde das Patent anerkannt; rechtsgültig wurde es mit der Bezahlung der Gebühren, die allerdings erst Mitte Oktober 1895 erfolgte. Das Patent mit der Nummer 549,160 wurde schließlich am 5. November 1895 ausgestellt.

### Historischer Kontext
Länger abzuwarten wäre aber auch wegen der technischen Entwicklung nicht ratsam gewesen. 1887 hatte die Foos Gas Engine Company in Springfield (Ohio) die Fertigung von Verbrennungsmotoren für stationäre Anwendungen aufgenommen, gefolgt von Claude Sintz in Grand Rapids (Michigan) und der Brennan Motor Manufacturing Company in Syracuse (New York). Im Jahr 1886, fast ein Jahrzehnt nach dem Selden-Patentantrag, erhielt Karl Benz ein ähnliches Patent des Deutschen Reiches für ein mit Benzin betriebenes Auto.
Erste funktionstüchtige Autos mit Verbrennungs- und insbesondere Ottomotoren wurden wenig später auch in den USA konstruiert, angefangen 1893 von Charles und Frank Duryea und 1894 von Elwood Haynes. 1896 stellten Charles Brady King, Ransom Eli Olds und Henry Ford ihre ersten Autos vor. In Chicago traf eine Zeitung den Nerv der Zeit und schrieb für November 1895 ein Rennen für pferdelose Fahrzeuge aus. Zwar standen nur eine Handvoll Automobile am Start, aber rund 100 hoffnungsvolle Konstrukteure zeigten genug Interesse, um ihre Fahrzeuge anzumelden.
Patentanmeldungen für ähnliche Anwendungen hatte es in Frankreich schon früher gegeben, so 1859 für Étienne Lenoir und 1860 für Édouard Delamare-Deboutteville. Selden hatte 1877 zwar damit begonnen, seine Road engine zu bauen, er stellte sie aber in der Zeit, in der sein Patentantrag lief, nicht fertig. Der Antrag beruhte ausschließlich auf seinen Konstruktionsplänen, der Beschreibung dazu sowie Fotos eines Modells. Er bewarb sich somit um ein Patent, ohne jemals ein Auto hergestellt zu haben.

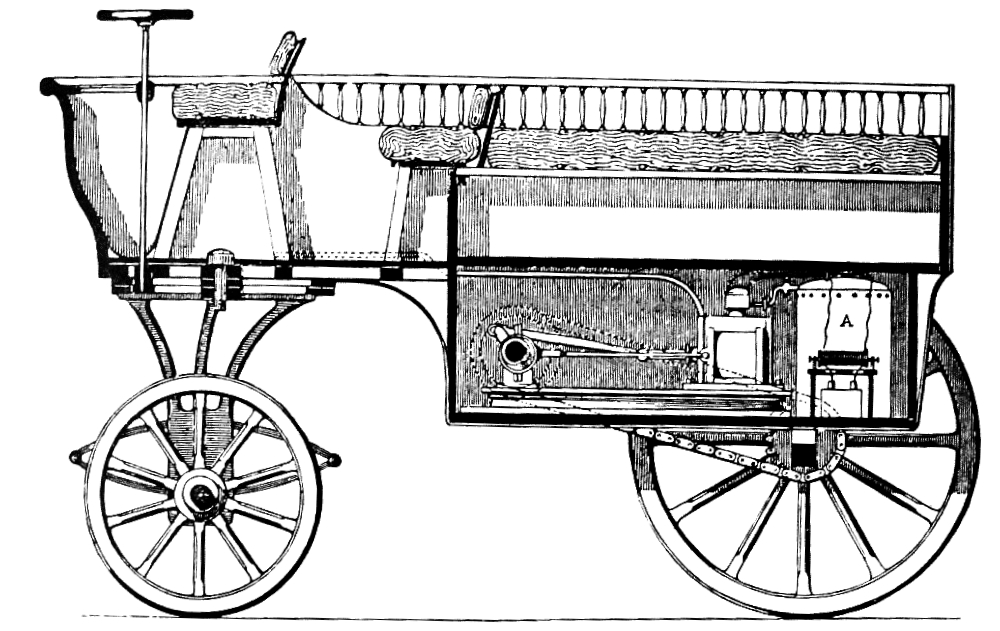
Schnittzeichnung des Hippomobile von Étienne Lenoir (1863)
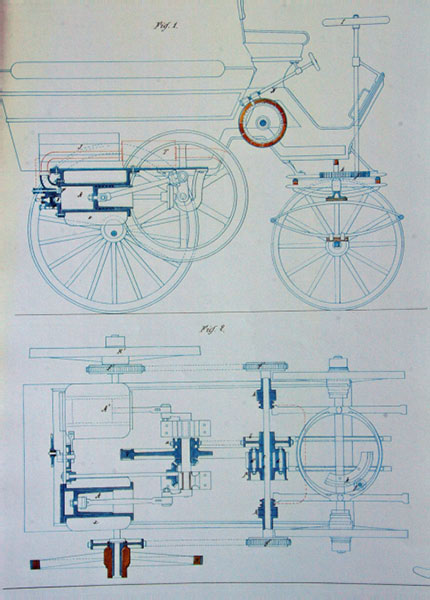
Patentzeichnung von Édouard Delamare-Deboutteville (1884)
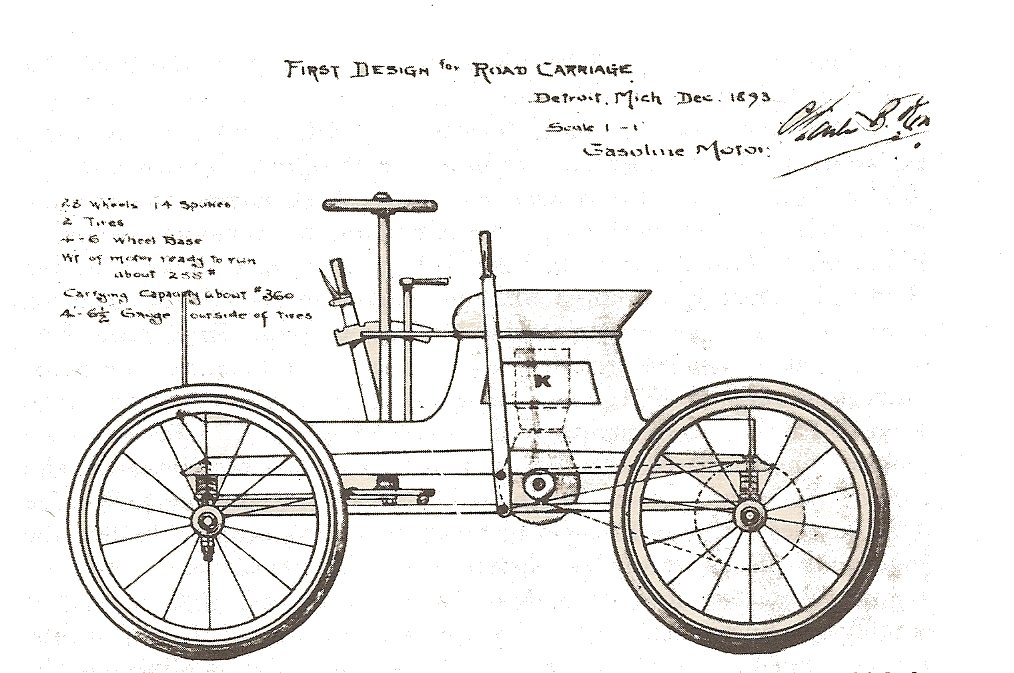
Patentzeichnung von Charles Brady Kings Road carriage (1893)
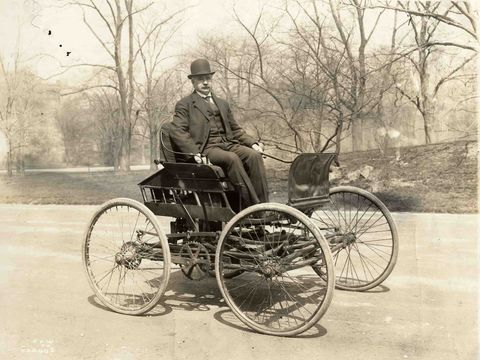
Elwood Haynes Pioneer (1894, Aufnahme von ca. 1910)
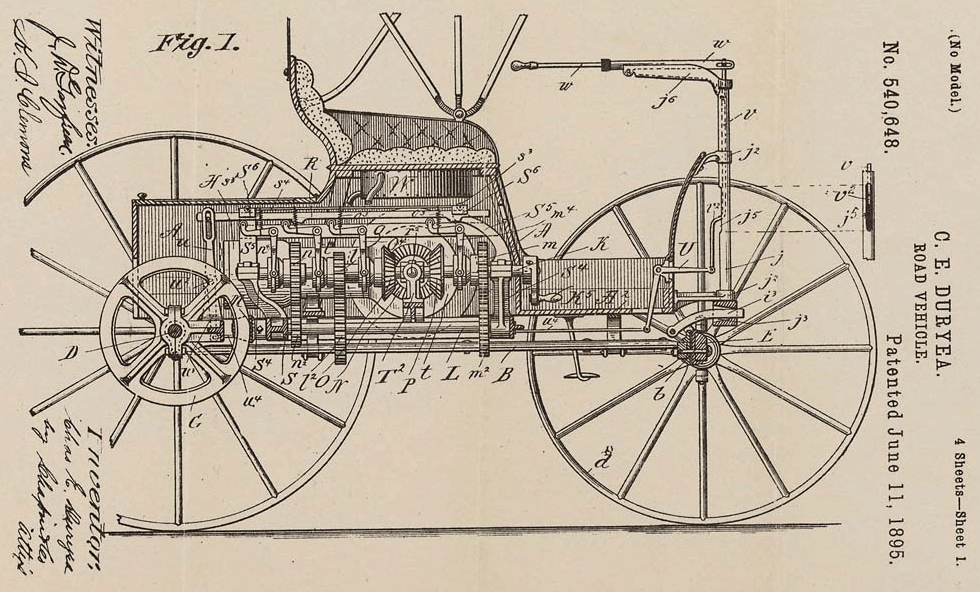
Patentzeichnung von Charles E. Duryeas Road Vehicle (1895)
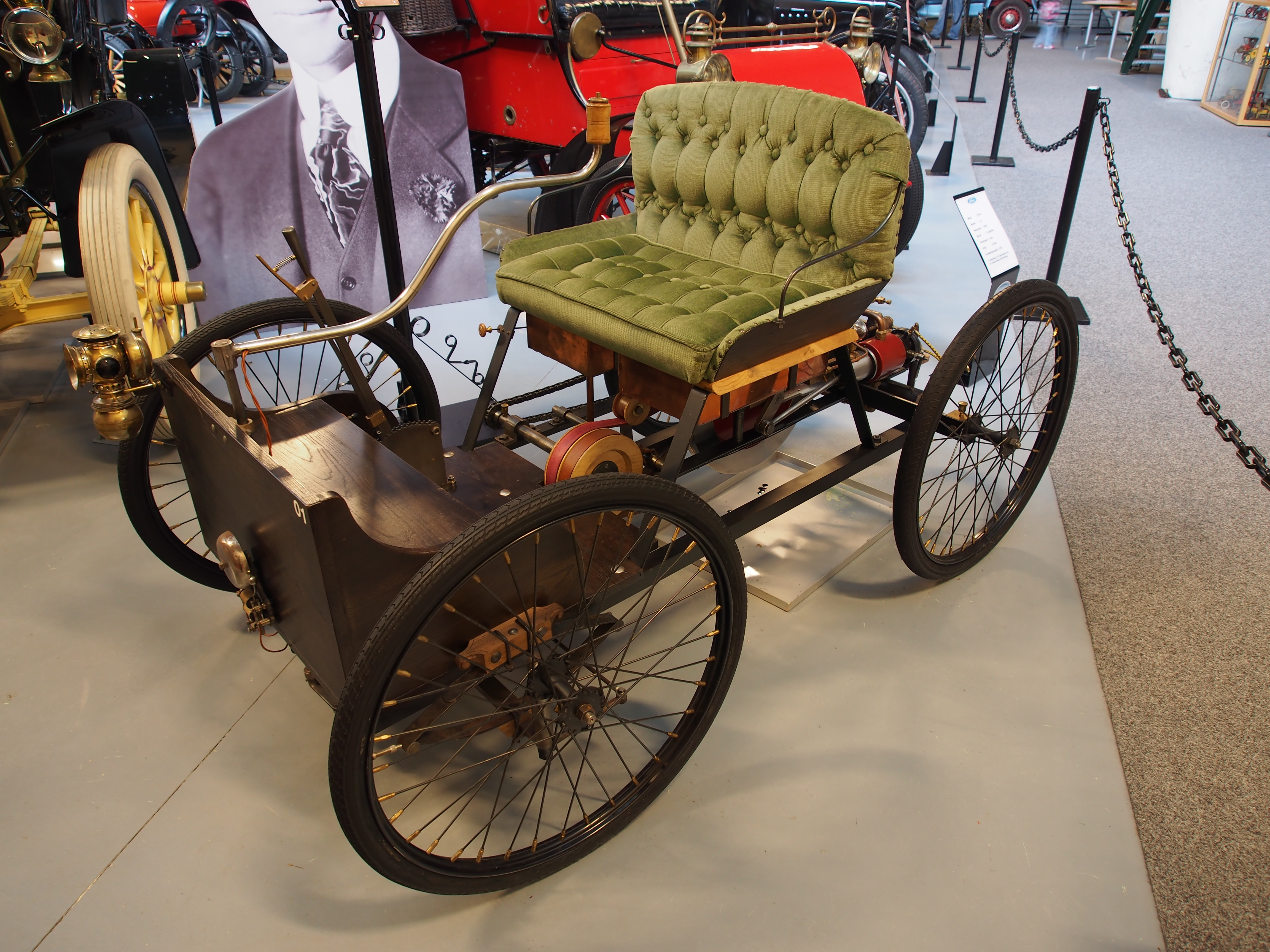
Nachbau von Henry Fords Quadricycle (1896)
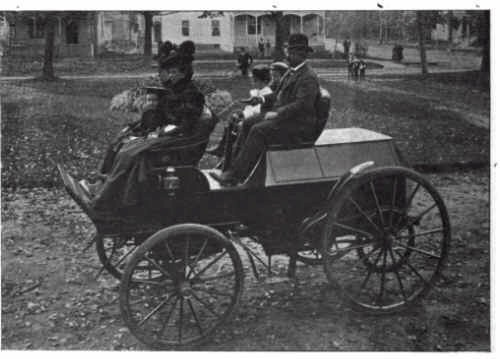
Sintz Gasolene Motor Carriage (1897). Claude Sintz war einer der ersten Motorenbauer in den USA.

### Electric Vehicle Company

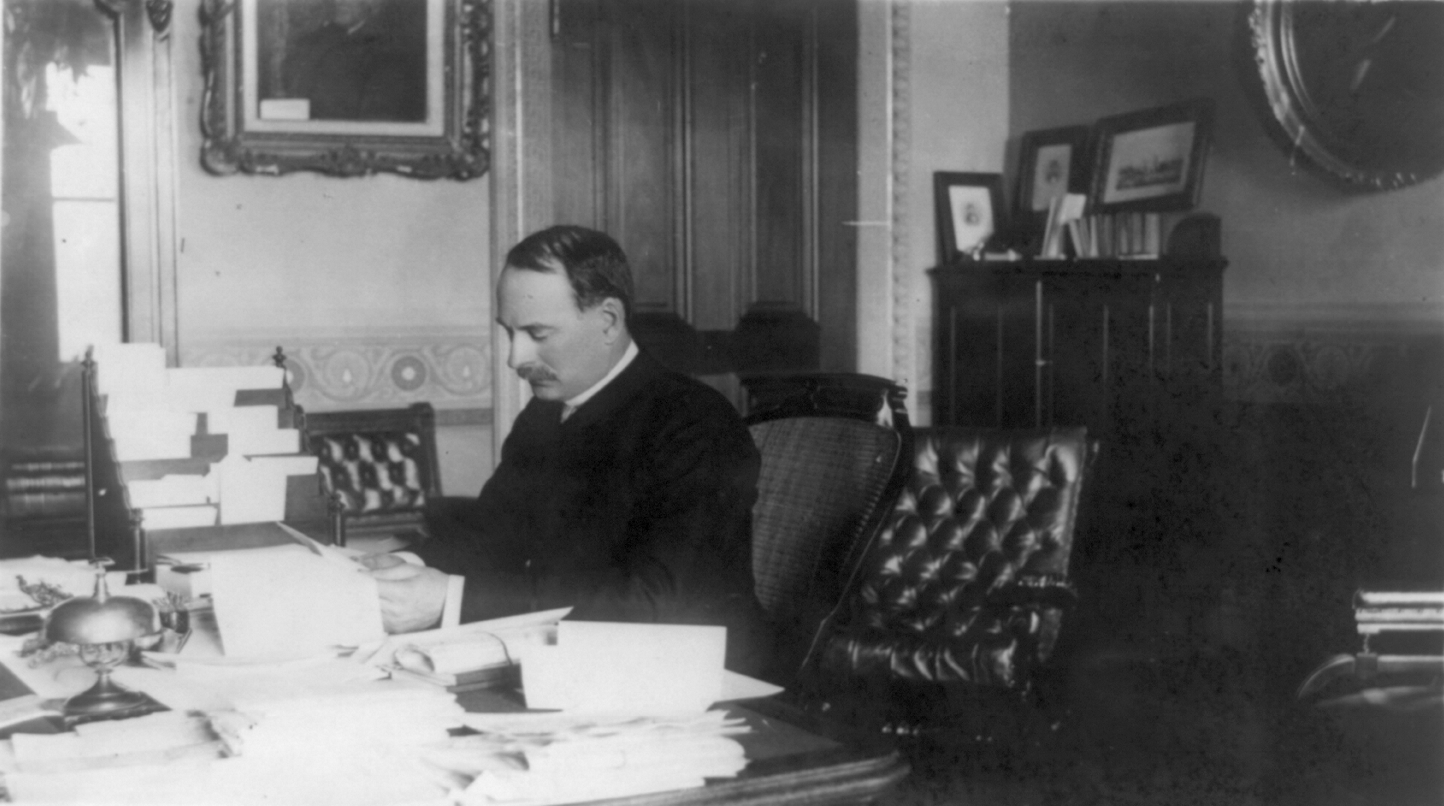
William C. Whitney in seinem Büro; um 1885

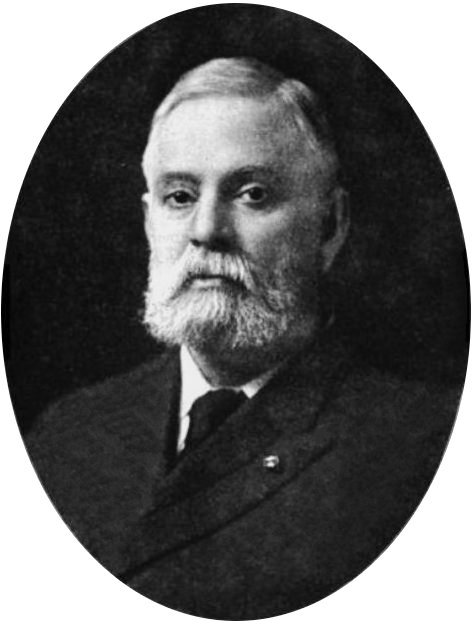
Albert Augustus Pope; um 1908

Mit der nun laufenden Patentzeit – damals betrug sie 17 Jahre – stand Selden unter Zeitdruck. Die juristische Durchsetzung des Patentanspruchs überstieg andererseits seine finanziellen Möglichkeiten. Bald begann er, einen Käufer für das Patent zu suchen. Der einzige Interessent war die Electric Vehicle Company (E.V.C.) in Hartford (Connecticut). Diese war 1896 gegründet worden, um Elektrotaxis zu bauen und zu betreiben. Im folgenden Jahr war sie von einem Konsortium um William Collins Whitney (1841–1904), Thomas Fortune Ryan (1851–1928) und Anthony Nicholas Brady (1841–1913) übernommen worden. Sie waren Monopolisten, die bereits in Straßenbahnsysteme in verschiedenen Städten investiert hatten und nun versuchten, auch das Taxigeschäft in mehreren US-amerikanischen Großstädten zu kontrollieren. In der Presse wurde die Gruppe als Lead Trust oder Lead Cab Trust (wörtlich Blei-Taxi-Kartell; wegen der bleihaltigen Batterien) bekannt. Später beteiligte sich auch Albert Augustus Pope (1843–1909), der mit seiner American Bicycle Company (A.B.C.) bereits den Fahrradmarkt in den USA beherrschte. Obwohl die E.V.C. zu dieser Zeit fast die Hälfte aller pferdelosen Fahrzeuge in den USA herstellte, verfehlte sie das angestrebte Ziel einer Jahresproduktion von 2000 Taxis bei weitem. Das Monopol scheiterte an internen Querelen, aber auch am Widerstand der Käufer gegen die schweren Fahrzeuge mit ihrer kurzen Reichweite. E.V.C. geriet in finanzielle Schwierigkeiten.
Die E.V.C. und Pope betrieben auch eine gemeinsame Tochtergesellschaft, die Columbia Automobile Company, zur Herstellung von Personen- und leichten Nutzfahrzeugen, von denen ein immer größerer Teil mit Benzin betrieben wurde. Nach außen trat die E.V.C. als Hersteller auf, und E.V.C.-Produkte, die bislang keinen Markennamen hatten, wurden nun als Columbia vertrieben.
Eher zufällig wurden Whitney und seine Partner auf das Selden-Patent aufmerksam. Der E.V.C.-Ingenieur Herman F. Cuntz stieß im Zuge juristischer Abklärungen vor der Einführung des Columbia-Benzinautos darauf und warnte vor möglichen Problemen.
Selden hätte einen reinen Automobilhersteller als Käufer bevorzugt. Es gab jedoch keine anderen Interessenten und so verkaufte er am 4. November 1899 das Patent an die E.V.C., die damit einen Strategiewechsel vollzog. Sie benötigte das Patent nicht für ihre Produktion, sondern sah darin ein Mittel, um die eigenen finanziellen Engpässe überwinden und später den Automobilmarkt kontrollieren zu können. Selden erhielt für sein Patent einen Anteil an der Lizenzgebühr in Höhe von US$ 15 für jedes Fahrzeug bei einer garantierten Minimalleistung von US$ 5000 pro Jahr der Laufzeit und eine Einmalzahlung von US$ 10.000. Außerdem stand er als Berater zur Verfügung.
Obwohl Selden im Rechtsstreit um sein Patent letztendlich unterlag, wird angenommen, dass er mit seinem Patent-Monopol mehrere US$ 100.000 an Lizenzgebühren verdiente. Das war zwar damals ein beträchtliches Vermögen, aber wenig im Vergleich zu den Gewinnen, welche die Rechteinhaber, insbesondere die Electric Vehicle Company, erzielten: Allein General Motors zahlte 1909, nach dem erstinstanzlichen Urteil gegen Ford, aufgelaufene Lizenzgebühren im Umfang von US$ 1 Mio. nach.

### Association of Licensed Automobile Manufacturers

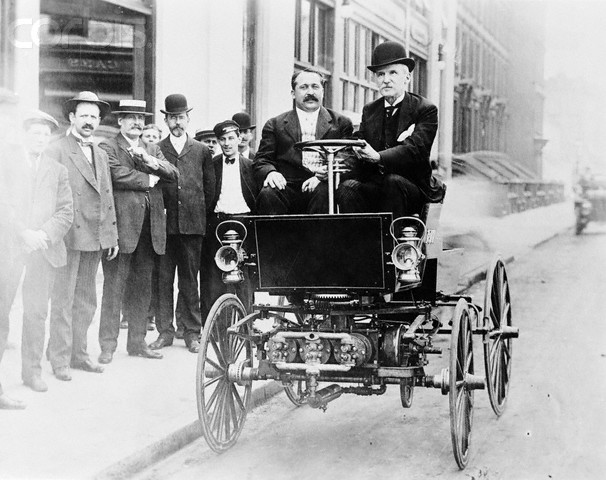
George B. Selden (mit Hut) in seinem Nachbau der Road engine anlässlich einer Demonstrationsfahrt in Zusammenhang mit dem Selden-Prozess. Die Aufnahme entstand 1906. Sein Beifahrer ist der Automobilunternehmer und -händler Partridge Wyckoff, im Hintergrund Anwälte und Vertreter der A.L.A.M. Der Selden-Prozess gehörte zu den ersten, in denen beide Seiten gezielt die öffentliche Meinung zu beeinflussen suchten.

Zur Verwertung des Patents wurde eine eigene Organisation gegründet, die Association of Licensed Automobile Manufacturers (A.L.A.M.), für die Selden beratend tätig war. Es folgte ein jahrelanger Rechtsstreit mit einer Gruppe „unabhängiger“ Fahrzeughersteller um Henry Ford. Erst 1911 wurde der Universalanspruch zweitinstanzlich teilweise verneint. Der Streit hatte enorme negative Auswirkungen auf die frühe US-Autoindustrie und wurde dank starker medialer Beachtung wie auch aggressiver und moderner Kommunikationsstrategien auf beiden Seiten in der Bevölkerung mit großem Interesse verfolgt.
Bis zum Jahr 1900 wuchs die Zahl der Kfz-Hersteller sehr schnell. Wegen Seldens Verfahrensverzögerungen gab es einen längeren juristischen Kampf z. B. mit der Winton Motor Car Company in Cleveland und anderen Automobilherstellern, die sich ab 1903 alle in der „Association of Licensed Automobile Manufacturers“ (ALAM) zusammenschlossen. Ab 1896 mussten sie für das Selden-Patent eine Lizenzgebühr von 1,25 % auf den Listenpreis für jedes hergestelltes Auto zahlen. Im Jahr 1899 verkaufte Selden auch Lizenz-Patentrechte an William C. Whitney, der elektrisch betriebene Taxis in der Electric Vehicle Company, (EVC) herstellen ließ und Selden bekam eine Lizenzgebühr von 15 $ pro Auto, sowie einen jährlichen Beitrag in Höhe von 5.000 $. Selden und Whitney arbeiteten danach allerdings zusammen, um Lizenzgebühren von anderen angehenden Automobilhersteller zu sammeln. Neue Verhandlungen über eine Lizenzgebühr von 0,75 % für alle Fahrzeuge wurden an die Association of Licensed Automobile Manufacturers, (ALAM) verkauft. Selden gründete nun in Rochester seine eigene Autofabrik, die „Selden Motor Vehicle Company“.
Allerdings waren Henry Ford, Inhaber der Ford Motor Company und vier andere Autohersteller nicht mit der Selden-Patent Taktik einverstanden und entschlossen sich eine Klage für Patentverletzung von Selden und EVC einzureichen. Der gerichtliche Kampf dauerte acht Jahre und alle Zeitungen berichteten über den Prozess, der mit einem Sieg für Selden endete. In der Entscheidung für das Selden-Patent wurde festgehalten, dass jedes Fahrzeug mit Benzinmotor darunter fallen würde. Mit einer Anleihe von 350.000 $ hatte Ford Berufung eingelegt, mit welcher er am 10. Januar 1911 erfolgreich war. Dargelegt wurde u. a., dass die Verzögerungen bei der Herstellung des Selden-Autos in zwei Faktoren gegen das Selden-Patent sprachen. Das erste Argument von Ford bezog sich auf einen Motor, der im Patent-Auto nicht verwendet wurde, denn dieser basierte nicht auf dem System von George Brayton, sondern auf einem Otto-Motor. Das zweite Argument bezog sich auf das kaum funktionsfähige Auto und mit den beiden Anschuldigungen bekam Ford recht. Die anhaltende detaillierte Auseinandersetzung vor den Gerichten mit Henry Ford hatte zur Ungültigkeit des Selden-Patents geführt und den Automobilbau sehr zum Aufschwung verholfen.

## Automobil- und Nutzfahrzeughersteller
Nun konzentrierte sich Selden auf seine eigene Auto-Produktion. Wie jeder andere Hersteller benötigte er eine Selden-Lizenz. Er bekam sie, indem er mit der Buffalo Gasoline Motor Company ein kleineres Unternehmen erwarb, das sich mit der A.L.A.M. auf eine solche verständigt hatte, nachdem es wegen Lizenzverletzung verklagt worden war. Daraus formte er 1906 die Selden Motor Vehicle Company und nutzte dazu die vorhandene Buffalo-Lizenz. An der Konstruktion der Selden-Automobile war er nicht beteiligt, und wichtige Komponenten wie die Motoren waren zugekauft. Nach eher schleppendem Absatz gab Selden den PKW-Bau 1914 zu Gunsten von Lastkraftwagen auf, wofür er sein Unternehmen als Selden Truck Sales Corporation neu organisierte. Es konnte noch bis 1930 produzieren und ging dann in der Bethlehem Motor Truck Company auf. Selden tüftelte in seinen späteren Lebensjahren an einem Umlaufmotor.
George Baldwin Selden erlitt Ende 1921 einen Schlaganfall und verstarb am 17. Januar 1922 an den Folgen. Er wurde 75 Jahre alt. Er ist, wie seine Eltern, auf dem Mount Hope Cemetery in Rochester bestattet. Sein schlichter Grabstein zeigt neben seinem Namen und den Lebensdaten eine Darstellung seiner Road engine und die Inschrift: „Inventor of the gasoline automobile“ („Erfinder des Benzinautos“).

## Würdigung
Der Automobilhistoriker Thomas Bonsall nannte Selden „teils Visionär“, teils Spekulant. Demnach wäre er möglicherweise so bekannt geworden wie stattdessen Carl Benz oder Gottlieb Daimler, wenn er seine Road Engine frühzeitig patentiert und auch fertiggestellt hätte. Stattdessen habe er es aber vorgezogen, nicht selbst aktiv zu werden, sondern abzuwarten, bis andere ihre Erfindungen vermarkten wollten. An diese hätte er sich mit juristischen Mitteln angehängt.
Selden beklagte sich später darüber, dass er keine Investoren für seine Erfindung interessieren konnte, obwohl er dazu Anstrengungen unternommen hatte. Die Sichtweise vom kühl kalkulierenden Anwalt, der aus einer kaum funktionierenden Erfindung Kapital schlagen wollte, greift wohl zu kurz. Allerdings dürfte ihm sehr wohl bewusst gewesen sein, an wen er sein Patent Ende 1899 verkaufte. Außerdem endete sein Bezug zum Patent auch nicht mit dessen Verkauf, er gehörte vielmehr danach zum Beraterstab der Eigentümer.